# Guerra degli scettri
La guerra degli scettri fu un conflitto armato combattuto tra il regno tolemaico di Cipro di Tolomeo IX, il regno tolemaico d'Egitto di Cleopatra III e Tolomeo X e il regno di Giudea di Alessandro Ianneo nel II secolo a.C., dal 103 al 101 a.C., in Celesiria. La guerra iniziò con l'intervento di Tolomeo IX negli affari della Giudea ma si trasformò ben presto in una guerra civile tra i Tolomei, lasciando a Ianneo una posizione meno importante all'interno del conflitto.

## Antefatti
Nel 116 a.C. morì il re d'Egitto Tolomeo VIII Evergete, che lasciò il regno alla moglie Cleopatra III e al figlio maggiore Tolomeo IX Sotere; Cleopatra III, però, preferiva il secondogenito Tolomeo X Alessandro, che nel 107 a.C. sostituì il fratello alla guida del regno d'Egitto. Tolomeo Sotere andò quindi a Cipro, allora un governatorato egizio, dove si impose come monarca indipendente dal regno centrale.
Dal 134 a.C. Giovanni Ircano I governava il regno di Giudea e nel 104 a.C. morì; gli successe il figlio maggiore Aristobulo I, il quale però fu fatto uccidere dal fratello Alessandro Ianneo l'anno successivo. Ianneo prese quindi il potere in Giudea.

## Guerra
All'inizio del 103 a.C. Alessandro Ianneo attaccò la città di Tolemaide in Fenicia (attuale Acri) per conquistarla; i cittadini di Tolemaide chiamarono in loro aiuto il sovrano tolemaico del regno di Cipro Tolomeo IX Sotere. Questi accettò di recarsi in Giudea pensando che da lì avrebbe potuto facilmente sferrare un attacco all'Egitto per riconquistare il trono che gli era stato sottratto. Un cittadino di Tolemaide, Demeneto, convinse però i suoi concittadini a non accogliere Tolomeo Sotere, che avrebbe portato guerra e avrebbe fatto arrivare anche gli eserciti egizi che avrebbero devastato tutta la Celesiria. Quando Tolomeo arrivò, quindi, Tolemaide gli chiuse le porte e lui si accampò fuori dalla città.
Nel frattempo Alessandro Ianneo chiamò in suo aiuto i sovrani d'Egitto Cleopatra III e Tolomeo X Alessandro; questi decisero di recarsi in Giudea, probabilmente non per aiutare gli ebrei, ma per conquistare i territori della Celesiria e del vicino impero seleucide. Quando Tolomeo IX scoprì che Ianneo aveva chiamato i suoi rivali, lasciò i suoi generali ad assediare Tolemaide e lui stesso si diresse verso l'interno della Giudea con un esercito di trentamila uomini per affrontare il re ebraico. Ianneo infatti aveva radunato un esercito di cinquantamila unità e i due sovrani si scontrarono sulle rive del fiume Giordano; Tolomeo e il suo generale Filostefano, nonostante l'inferiorità numerica, vinsero contro i Giudei.
Intanto Cleopatra III e Tolomeo Alessandro erano arrivati nel territorio di guerra e, mentre Cleopatra iniziò un assedio di Tolemaide, inviò il figlio Alessandro a Damasco, probabilmente per avere delle roccaforti da cui poi conquistare tutto il territorio. All'inizio dell'inverno Tolomeo IX si recò a Gaza, da dove iniziò una serie di attacchi all'Egitto, convinto di poterlo riprendere. Cleopatra III allora fece tornare Alessandro in Egitto e all'inizio del 102 a.C. Tolomeo X era a Pelusio per controllare i confini del regno. Tolomeo IX, vista fallire la sua campagna per la riconquista del trono, tornò in Egitto.
Le truppe egizie rimasero in Giudea per tutto il 102 a.C., consolidando la loro posizione nel territorio. Cleopatra probabilmente non si fidava di Ianneo e quindi, nel 101 a.C., i due conclusero un patto di alleanza a Scitopoli dove Ianneo giurava fedeltà all'Egitto, mantenendo però il suo titolo reale.